# Wimbledon 1992
Wielkoszlemowy turniej tenisowy Wimbledon w 1992 rozegrano w dniach 22 czerwca – 5 lipca, na kortach londyńskiego All England Lawn Tennis and Croquet Club.

## Turnieje seniorskie

### Gra pojedyncza mężczyzn
Andre Agassi (USA) – Goran Ivanišević (Chorwacja)  6-7(8), 6-4, 6-4, 1-6, 6-4

### Gra pojedyncza kobiet
Steffi Graf (Niemcy) – Monica Seles (Jugosławia) 6-2, 6-1

### Gra podwójna mężczyzn
John McEnroe (USA) / Michael Stich (Niemcy) – Jim Grabb / Richey Reneberg (USA) 5-7, 7-6(5), 3-6, 7-6(5), 19-17

### Gra podwójna kobiet
Gigi Fernández (USA) / Natalla Zwierawa (Białoruś) – Łarysa Neiland (Łotwa) / Jana Novotná (Czechosłowacja) 6-4, 6-1

### Gra mieszana
Cyril Suk (Czechosłowacja) / Łarysa Neiland (Łotwa) – Jacco Eltingh / Miriam Oremans (Holandia) 7-6(2), 6-2

## Turnieje juniorskie

### Gra pojedyncza chłopców
David Škoch (Czechosłowacja) – Brian Dunn (USA) 6-4, 6-3

### Gra pojedyncza dziewcząt
Chanda Rubin (USA) – Laurence Courtois (Belgia) 6-2, 7-5